# Lamellitrochus filosus
Lamellitrochus filosus is een slakkensoort uit de familie van de Solariellidae. De wetenschappelijke naam van de soort is voor het eerst geldig gepubliceerd in 1991 door Quinn.